# Старе-Олесно
Ста́ре-Оле́сно (пол. Stare Olesno, нем. Alt Rosenberg) — село в Польше в гмине Олесно Олесненского повета Опольского воеводства.

## География
Село находится в 7 км от административного центра гмины города Олесно и в 41 км от административного центра воеводства города Ополе.

## История
Первые упоминания о селе относятся к 1372 году, когда оно было известно под наименованием «Rosenberg villa». В 1439 году населённый пункт стал называться «Rosenberg antiqua». В последующие века село называлось немецким наименованием «Alt Rosenberg».
В начале XX века село делилось на две исторические части: Олесно и Альт-Розенберг. В 1921 году жители села приняли участие в Верхнесилезском плебисците. В Олесно в плебисците участвовало 98 человек, имевших право голоса. За присоединение к Польше проголосовало 62 человека (53,9 %) и за оставление в Германии — 53 человека (46,1 %). В Альт-Розенберге в плебисците участвовало 195 человек, из них за присоединение к Польше проголосовало 108 человек (55,4 %) и за оставление в Германии — 87 человек (44,6 %).
12 ноября 1946 года село было переименовано в Старе-Олесно.
В 1975—1998 годах село входило в Ченстоховское воеводство.

## Достопримечательности
- Церковь святой Магдалины, построенная в 1680 году — памятник культуры Опольского воеводства[3].

## Известные жители и уроженцы
- Барде, Конрад (1897—1945) — германский генерал.